# LEDA 31141
LEDA 31141는 큰곰자리에 있는 청색 밀집 은하로 적색편이 측정 법을 기준으로 지구로부터 약 1억 2,000만 광년 정도 떨어져 있다.

## 지름
겉보기 크기를 고려하면 LEDA 31141의 지름은 약 4만 5,000 광년이다.

## 발견 및 역사
Guillermo Haro는 1956년에 발표된 논문에서 44개의 청색 밀집 은하를 나열하면서 처음으로 H2를 설명했다. 푸른 밀집 은하는 항성 형성으로 인해 많은 수의 젊고 거대한 별을 품고 있는 것으로 밝혀 졌다.

## 은하의 전반적인 스펙트럼
은하의 전반적인 스펙트럼은 볼프–레이에별의 방출을 특징으로 한다.

## 폭발적 항성 생성의 지속
현재 폭발적 항성 생성은 580만 ± 100만 년 만큼 지속된다.

## 초 거품
확장되는 HII 영역은 ROSAT를 사용한 X선에서도 관찰되었으며, 이는 껍질이 초 거품을 형성한다는 것을 나타낸다. CO(2–1)의 이미지는 껍질에 분자 가스가 끌려 들어 있음을 나타낸다.

## HII 영역의 나이
HII 영역의 운동은 껍질의 나이가 500~600만 년 임을 시사한다.

## 같이 보기
- NGC 3353 - 유사한 왜소 은하